# Grand Prix automobile de Pescara 1957
GP précédent GP suivant
Le Grand Prix de Pescara 1957 (XXV° Gran Premio Pescara), disputé sur le circuit de Pescara le 18 août 1957, est la soixante-troisième épreuve du championnat du monde de Formule 1 courue depuis 1950 et la septième manche du championnat 1957. Développant plus de 25 km, le tracé était composé de deux grandes lignes droites et d'une longue partie sinueuse. Parti en deuxième position au volant de sa très rapide Vanwall, le Britannique Stirling Moss prend la tête dès le deuxième tour et s'envole pour remporter le seul Grand Prix de Pescara de l'histoire comptant pour le championnat du monde, avec plus de 3 minutes d'avance sur Fangio.

## Contexte avant le Grand Prix

### Le championnat du monde
Quatrième saison pour la Formule 1 2,5 litres (moteur 2 500 cm3 atmosphérique ou 750 cm3 suralimenté, carburant libre), et quatrième titre mondial consécutif (cinquième titre dans l'absolu) pour l'as argentin Juan Manuel Fangio, de nouveau sacré à l'issue d'une course mémorable sur le Nürburgring où au volant de sa Maserati il a forcé l'admiration de tous. Les deux courses restantes ont donc pour enjeu la place de dauphin, le mieux placé étant le pilote italien de la Scuderia Ferrari Luigi Musso, régulièrement aux places d'honneur dans les épreuves mondiales et également vainqueur hors championnat du dernier Grand Prix de Reims. Un des événements de l'année a été la première victoire en championnat du monde d'une monoplace britannique, la Vanwall, victorieuse du Grand Prix de Grande-Bretagne aux mains de Stirling Moss, qui avait relayé en course son coéquipier Tony Brooks.

### Le circuit

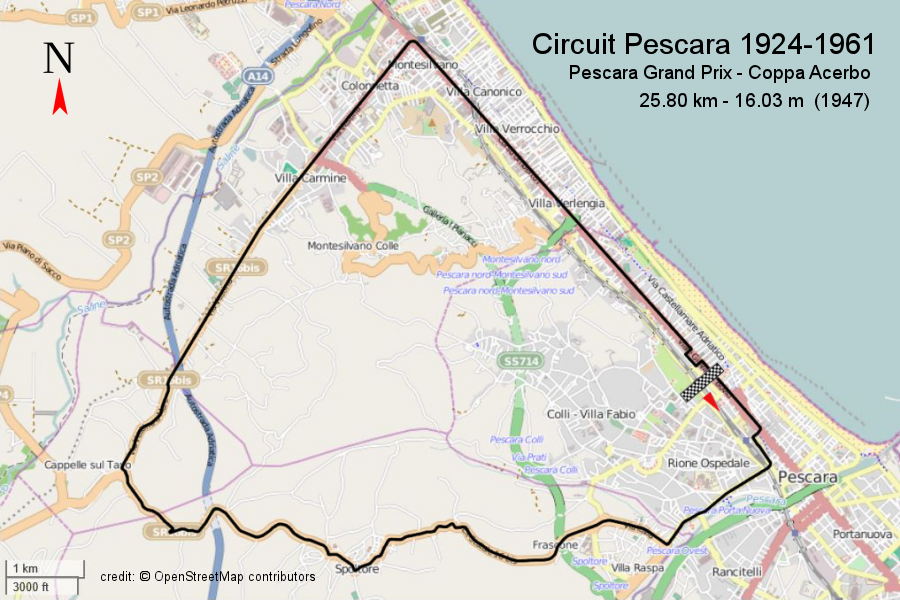
Le circuit de Pescara longe l'Adriatique.

Situé dans les Abruzzes, au bord de l'Adriatique, le circuit routier de Pescara est utilisé depuis le début des années 1920 pour la compétition automobile. Il traverse une partie de la commune de Pescara (où sont situés les stands, les tribunes principales et la ligne de départ), les hameaux de Villa Raspa, Caprara d'Abruzzo, le village de Cappelle sul Tavo et la petite ville de Montesilvano. Son tracé triangulaire développe vingt cinq kilomètres et demi et comporte deux très longues lignes droites (dont la ligne droite des stands, en bord de mer), ainsi qu'une partie très sinueuse dans les collines. Il autorise des vitesses très élevées, qui ont conduit à la mise en place d'une chicane juste avant la zone des stands en 1934. C'est le Prince Bira qui depuis 1954 y détient le record du tour, réalisé à la moyenne de 142,5 km/h sur sa Maserati, le circuit ayant été légèrement raccourci cette année-là. Juan Manuel Fangio détient le record de l'ancien tracé de 25,8 kilomètres, ayant tourné à 145,7 km/h de moyenne au volant de son Alfa Romeo lors du Grand Prix de Pescara 1950.

## Monoplaces en lice
- Maserati 250F "Usine"

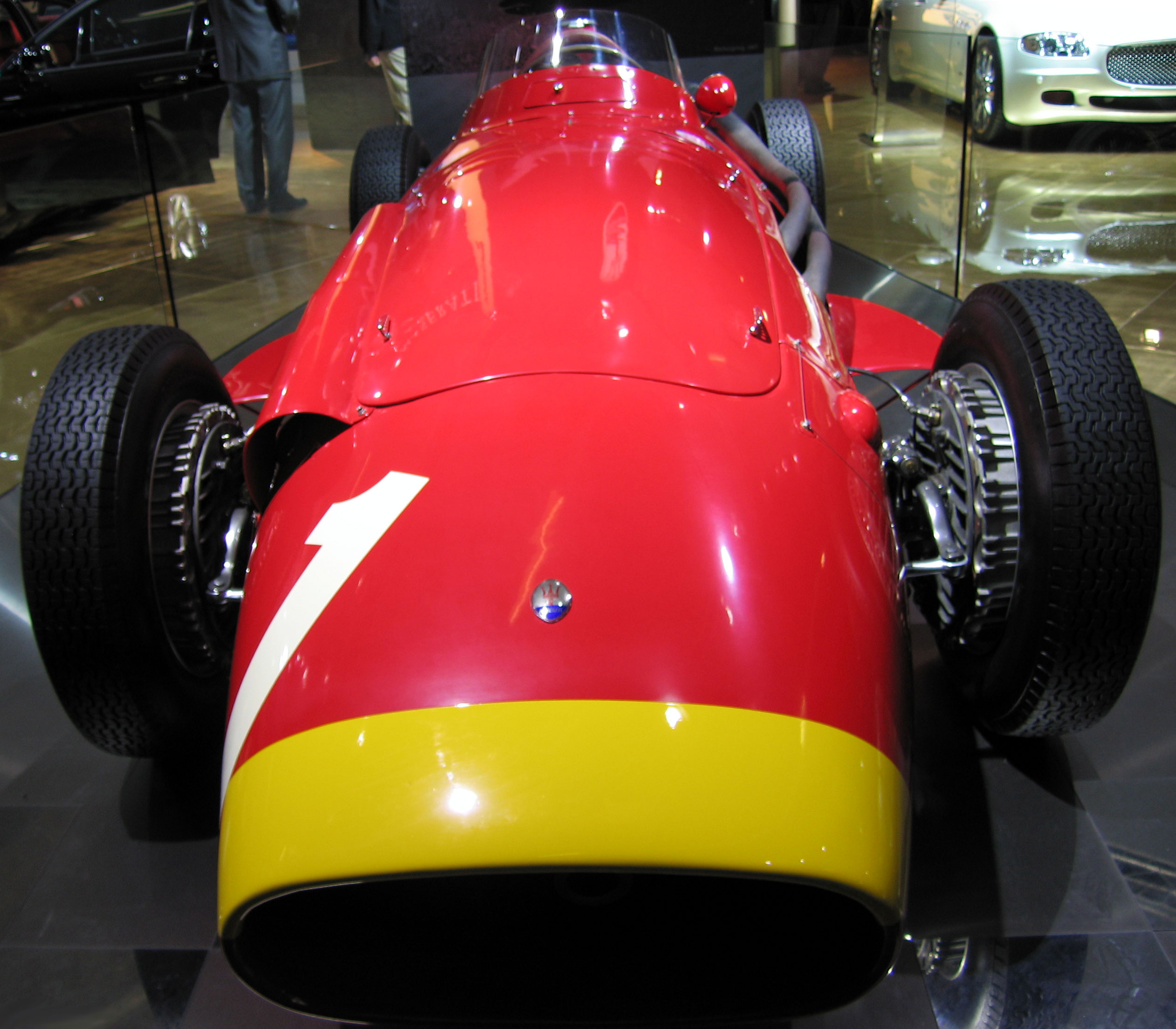
La Maserati 250F 'Lightweight' de Fangio.

Tout comme au Nürburgring, Juan Manuel Fangio, Jean Behra et Harry Schell disposent des trois 250F 'Lightweight', versions allégées à empattement long apparues en début de saison. Animées par un moteur six cylindres en ligne alimenté par trois carburateurs Weber développant 270 chevaux à 8000 tr/min, ces monoplaces de 620 kg s'avèrent très homogènes et ont permis à Fangio de remporter cette saison quatre des cinq épreuves mondiales déjà disputées (en excluant Indianapolis). Giorgio Scarlatti et Francisco Godia disposent quant à eux de modèles moins récents, à empattement court. Épaulant l'équipe officielle, la Scuderia Centro Sud a engagé deux modèles identiques pour Masten Gregory et Joakim Bonnier. En comptant les 250F privées de Luigi Piotti, Horace Gould et Bruce Halford, les Maserati représentent les deux tiers du plateau.
- Ferrari 801 "Usine"

À la suite des dramatiques Mille Miglia, le sport automobile est en crise en Italie. Directement impliquée dans l’accident des Mille Miglia ayant coûté la vie à de nombreux spectateurs, la Scuderia Ferrari est en conflit avec le gouvernement et L'Automobile Club italiens, et Enzo Ferrari a refusé de s'engager au Grand Prix de Pescara. Désireux de défendre sa seconde place au championnat, Luigi Musso a cependant supplié le 'Commandatore' de lui fournir une voiture, et le pilote italien est parvenu à s'inscrire personnellement sur une 801 prêtée par la Scuderia. Il dispose également du concours technique de l'équipe. Dérivée de la Lancia D50, la 801 est une monoplace de 650 kg équipée d'un moteur V8 semi-porteur d'une puissance de l'ordre de 285 chevaux.
- Vanwall VW "Usine"

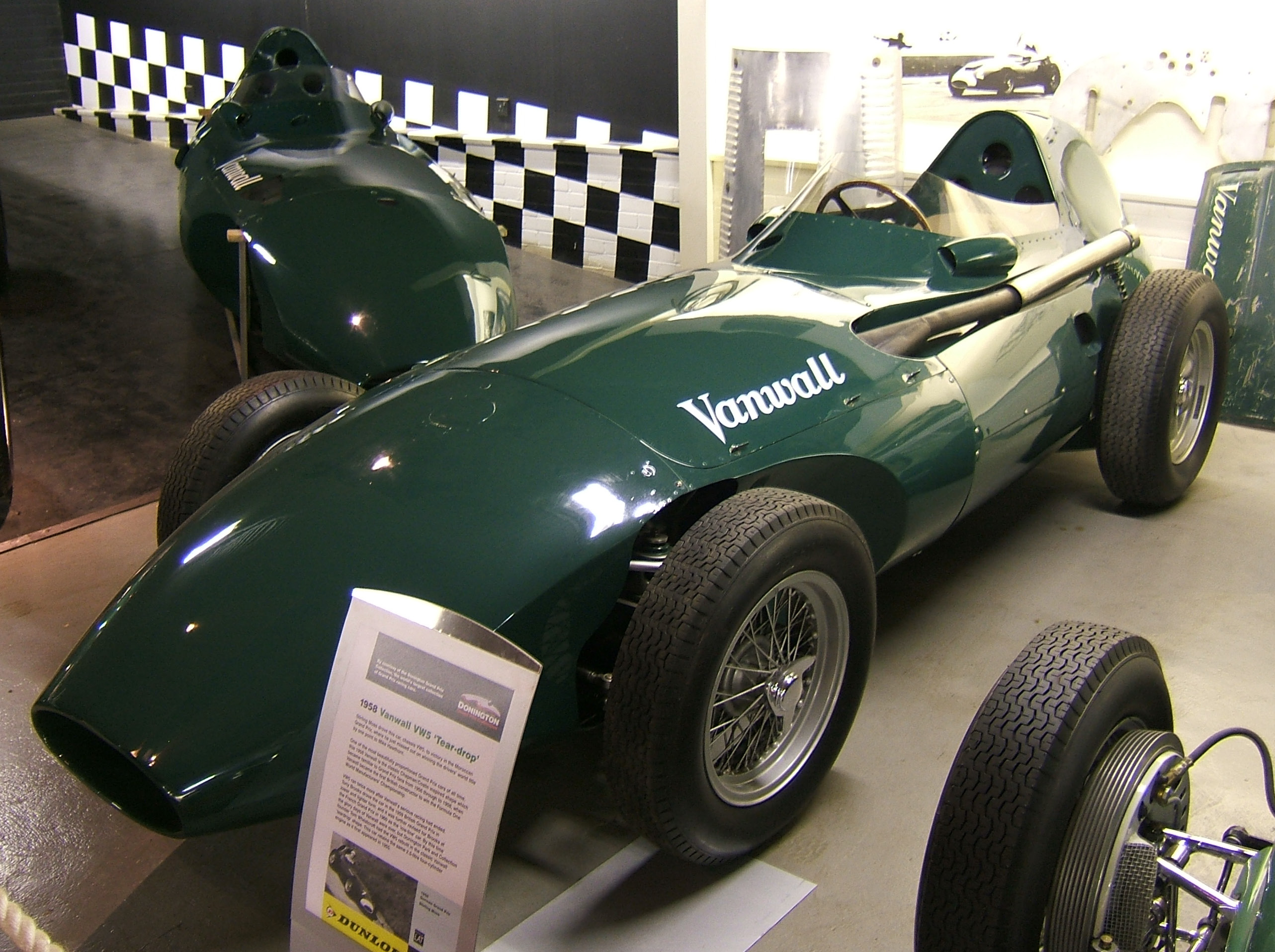
La Vanwall de 1957.

Après leur prestation en demi-teinte lors du Grand Prix d'Allemagne, les Vanwall ont vu leurs suspensions améliorées, et les rapides monoplaces britanniques devraient désormais se montrer aussi à l'aise sur les circuits naturels que sur les autodromes. Grâce aux 285 chevaux fournis par leur moteur quatre cylindres à injection, ces voitures de 580 kg bénéficient d'un rapport poids/puissance très avantageux et sont capables d'atteindre 300 km/h en pointe, une vitesse que leurs pilotes peuvent pleinement exploiter grâce à un excellent système de freinage comportant quatre disques Dunlop. Premier pilote, Stirling Moss se pose en principal rival de Fangio. Il est une nouvelle fois secondé par Tony Brooks et Stuart Lewis-Evans, qui découvrent le circuit.
- Cooper T43 "Usine"

John Cooper a engagé deux T43 à moteur central arrière. Conçues à l'origine pour la formule 2, ces monoplaces peuvent également être équipées d'un moteur quatre cylindres Coventry Climax de deux litres de cylindrée (environ 180 chevaux) pour les courses de F1, l'ensemble pesant alors moins de 400 kg. Ce sont une nouvelle fois Jack Brabham et Roy Salvadori qui défendent les couleurs de la marque.
- BRM P25 "Usine"

Son premier pilote Ron Flockhart n'étant pas encore rétabli des conséquences de son accident de Rouen, le constructeur de Bourne a déclaré forfait pour cette épreuve.

## Coureurs inscrits
| no | Pilote             | Écurie                    | Constructeur | Modèle        | N° châssis | Moteur             | Pneumatiques |
| -- | ------------------ | ------------------------- | ------------ | ------------- | ---------- | ------------------ | ------------ |
| 2  | Juan Manuel Fangio | Officine Alfieri Maserati | Maserati     | Maserati 250F | 2529       | Maserati L6        | P            |
| 4  | Jean Behra         | Officine Alfieri Maserati | Maserati     | Maserati 250F | 2528       | Maserati L6        | P            |
| 6  | Harry Schell       | Officine Alfieri Maserati | Maserati     | Maserati 250F | 2527       | Maserati L6        | P            |
| 8  | Giorgio Scarlatti  | Officine Alfieri Maserati | Maserati     | Maserati 250F | 2501       | Maserati L6        | P            |
| 10 | Francisco Godia    | Officine Alfieri Maserati | Maserati     | Maserati 250F | 2524       | Maserati L6        | P            |
| 12 | Luigi Piotti       | Privé                     | Maserati     | Maserati 250F | 2519       | Maserati L6        | P            |
| 14 | Masten Gregory     | Scuderia Centro Sud       | Maserati     | Maserati 250F | 2511       | Maserati L6        | P            |
| 16 | Joakim Bonnier     | Scuderia Centro Sud       | Maserati     | Maserati 250F | 2522       | Maserati L6        | P            |
| 18 | Horace Gould       | Gould's Garage            | Maserati     | Maserati 250F | 2514       | Maserati L6        | D            |
| 20 | Bruce Halford      | Privé                     | Maserati     | Maserati 250F | 2504       | Maserati L6        | D            |
| 22 | Roy Salvadori      | Cooper Car Company        | Cooper       | Cooper T43    | F2-8-57    | Coventry Climax L4 | D            |
| 24 | Jack Brabham       | Cooper Car Company        | Cooper       | Cooper T43    | F2-9-57    | Coventry Climax L4 | D            |
| 26 | Stirling Moss      | Vandervell Products       | Vanwall      | Vanwall VW    | VW5        | Vanwall L4         | P            |
| 28 | Tony Brooks        | Vandervell Products       | Vanwall      | Vanwall VW    | VW7        | Vanwall L4         | P            |
| 30 | Stuart Lewis-Evans | Vandervell Products       | Vanwall      | Vanwall VW    | VW1        | Vanwall L4         | P            |
| 32 | Ron Flockhart      | Owen Racing Organisation  | BRM          | BRM P25       | 254        | BRM L4             | D            |
| 34 | Luigi Musso        | Privé                     | Ferrari      | Ferrari 801   | D50/0008   | Ferrari V8         | E            |

- Bien que disposant d'une voiture et de l'assistance de la Scuderia Ferrari, Luigi Musso est engagé à titre privé ; en désaccord avec la fédération italienne, Enzo Ferrari a refusé d'inscrire officiellement ses voitures à la course[4].

## Qualifications
Une seule journée d'essais qualificatifs est organisée, le samedi précédant la course. À cause des températures élevées attendues, une première séance est prévue le matin, la seconde en fin d'après-midi. C'est Juan Manuel Fangio, au volant de sa Maserati, qui se montre d'emblée le plus rapide le matin, réalisant son meilleur tour à la moyenne de 156,7 km/h. Il devance nettement les deux Vanwall de Stirling Moss et de Tony Brooks, qui rendent respectivement sept et vingt-deux secondes au champion du monde. Au cours de la seconde séance, Fangio améliore de plus de trois secondes, réalisant 157,5 km/h sur un tour, alors que Moss et Brooks ne font pas mieux que le matin. Brooks se trouve relégué en troisième ligne, battu l'après-midi par Luigi Musso sur Ferrari (qui complète la première ligne aux côtés de Fangio et Moss), Jean Behra et Harry Schell, tous deux sur Maserati.

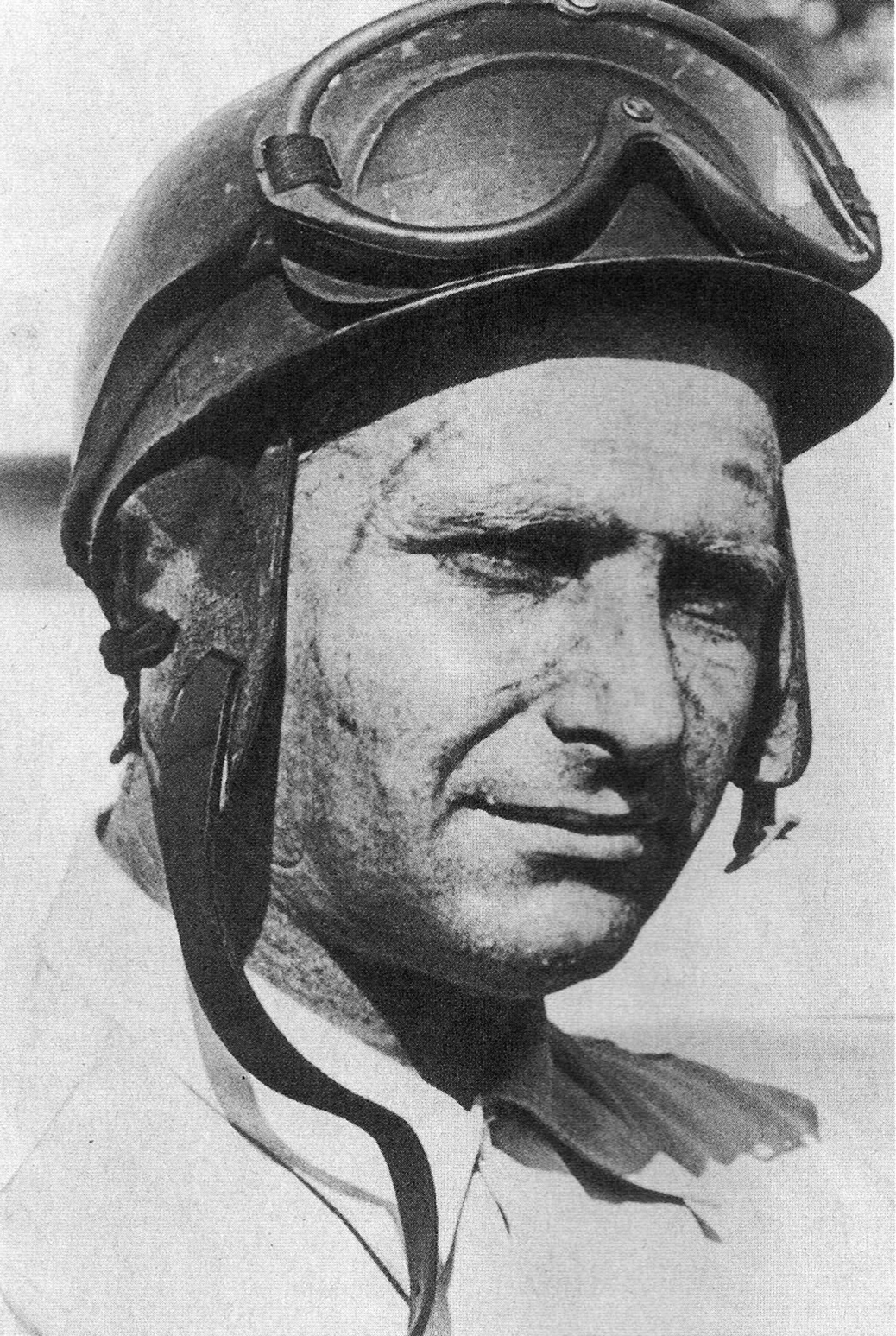
Fangio a une nouvelle fois dominé ses adversaires lors des qualifications.

| Pos. | Pilote             | Écurie        | Temps         | Écart          |
| ---- | ------------------ | ------------- | ------------- | -------------- |
| 1    | Juan Manuel Fangio | Maserati      | 9 min 44 s 6  |                |
| 2    | Stirling Moss      | Vanwall       | 9 min 54 s 7  | + 10 s 1       |
| 3    | Luigi Musso        | Ferrari       | 10 min 00 s 0 | + 15 s 4       |
| 4    | Jean Behra         | Maserati      | 10 min 03 s 1 | + 18 s 5       |
| 5    | Harry Schell       | Maserati      | 10 min 04 s 6 | + 20 s 0       |
| 6    | Tony Brooks        | Vanwall       | 10 min 08 s 8 | + 24 s 2       |
| 7    | Masten Gregory     | Maserati      | 10 min 26 s 1 | + 41 s 5       |
| 8    | Stuart Lewis-Evans | Vanwall       | 10 min 29 s 6 | + 45 s 0       |
| 9    | Joakim Bonnier     | Maserati      | 10 min 36 s 2 | + 51 s 6       |
| 10   | Giorgio Scarlatti  | Maserati      | 10 min 36 s 6 | + 52 s 0       |
| 11   | Horace Gould       | Maserati      | 10 min 49 s 6 | + 1 min 5 s 0  |
| 12   | Francisco Godia    | Maserati      | 11 min 09 s 8 | + 1 min 25 s 2 |
| 13   | Luigi Piotti       | Maserati      | 11 min 10 s 6 | + 1 min 26 s 0 |
| 14   | Bruce Halford      | Maserati      | 11 min 16 s 3 | + 1 min 31 s 7 |
| 15   | Roy Salvadori      | Cooper-Climax | 11 min 24 s 2 | + 1 min 39 s 6 |
| 16   | Jack Brabham       | Cooper-Climax | 11 min 35 s 2 | + 1 min 50 s 6 |

## Grille de départ du Grand Prix

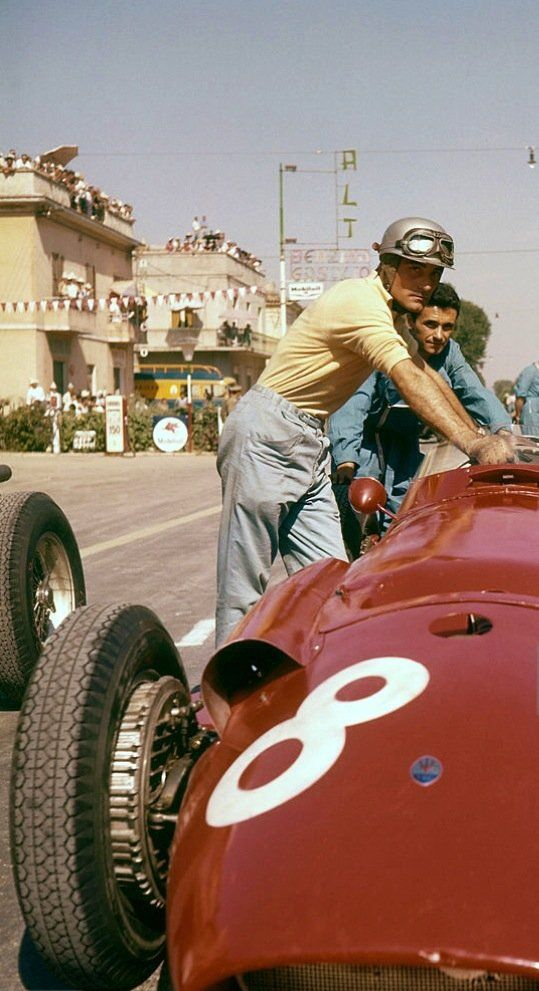
La Maserati de Giorgio Scarlatti sur la grille de départ du Grand Prix de Pescara.

| 1re ligne | Pos. 3                            |                                  | Pos. 2                         |                                | Pos. 1                       |
|           | Musso Ferrari 10 min 00 s 0       |                                  | Moss Vanwall 9 min 54 s 7      |                                | Fangio Maserati 9 min 44 s 6 |
| 2e ligne  |                                   | Pos. 5                           |                                | Pos. 4                         |                              |
|           |                                   | Schell Maserati 10 min 04 s 6    |                                | Behra Maserati 10 min 03 s 1   |                              |
| 3e ligne  | Pos. 8                            |                                  | Pos. 7                         |                                | Pos. 6                       |
|           | Lewis-Evans Vanwall 10 min 29 s 6 |                                  | Gregory Maserati 10 min 26 s 1 |                                | Brooks Vanwall 10 min 08 s 8 |
| 4e ligne  |                                   | Pos. 10                          |                                | Pos. 9                         |                              |
|           |                                   | Scarlatti Maserati 10 min 36 s 6 |                                | Bonnier Maserati 10 min 36 s 2 |                              |
| 5e ligne  | Pos. 13                           |                                  | Pos. 12                        |                                | Pos. 11                      |
|           | Piotti Maserati 11 min 10 s 6     |                                  | Godia Maserati 11 min 09 s 8   |                                | Gould Maserati 10 min 49 s 6 |
| 6e ligne  |                                   | Pos. 15                          |                                | Pos. 14                        |                              |
|           |                                   | Salvadori Cooper 11 min 24 s 2   |                                | Halford Maserati 11 min 16 s 3 |                              |
| 7e ligne  |                                   |                                  | Pos. 16                        |                                |                              |
|           |                                   |                                  | Brabham Cooper 11 min 35 s 2   |                                |                              |

## Déroulement de la course

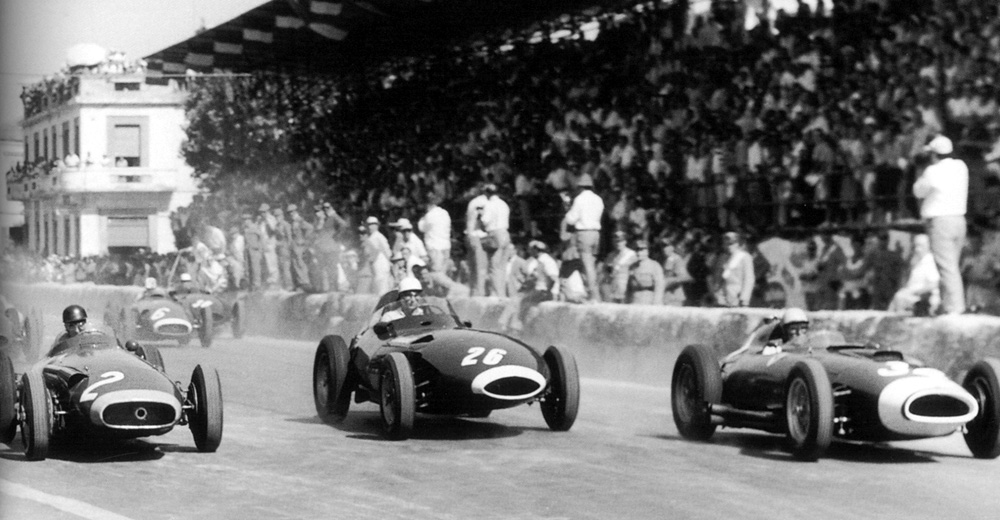
Le départ du Grand Prix de Pescara : la Maserati n°2 de Juan Manuel Fangio, en pole position, la Vanwall n°26 de Stirling Moss et la Ferrari n°34 de Luigi Musso.

Le départ du Grand Prix est donné le dimanche matin, à neuf heures et demie, horaire choisi afin que la course ne se déroule sous une trop forte chaleur. Au cours de la nuit, les mécaniciens de l'équipe Vanwall ont modifié les rapports de boîte de vitesses sur la monoplace de Stirling Moss, l'étagement utilisé la veille n'étant pas optimal. Environ deux cent mille spectateurs sont répartis sur les vingt-cinq kilomètres du circuit. C'est Luigi Musso, sur (Ferrari), qui prend le meilleur départ devant la Maserati de Juan Manuel Fangio et la Vanwall de Stirling Moss, mais ces trois pilotes sont bientôt rejoints par la Maserati de Jean Behra, qui dans la partie sinueuse du circuit les déborde tour à tour, prenant momentanément la tête. Cependant, lorsque se termine le premier tour, Musso, Moss et Fangio dans cet ordre sont repassés devant le pilote français. Tony Brooks, cinquième, regagne directement son stand et abandonne, piston crevé sur sa Vanwall. Musso et Moss se détachent nettement de leurs poursuivant au cours du second tour, à la fin duquel Moss prend l'avantage. Musso reste quelque temps dans le sillage du Britannique, mais à partir du quatrième tour ce dernier commence à creuser l'écart, tandis que derrière les Maserati de Fangio et Behra sont nettement en retrait. Un moment cinquième, Stuart Lewis-Evans (Vanwall) a déchappé et a dû rejoindre lentement son stand pour remplacer une roue, repartant en onzième position. Au tour suivant, la même mésaventure lui arrive, et le pilote britannique se retrouve avec plus d'un tour de retard sur la tête de la course. À bonne distance des quatre hommes de tête, on assiste désormais à une bagarre serrée entre Masten Gregory, Harry Schell et Joakim Bonnier, tous trois sur Maserati. Ils vont gagner une position au cours du cinquième tour, que Behra n'entame pas, abandonnant sa Maserati au stand à cause d'une fuite d'huile. Au tiers de la course, Moss compte plus de dix secondes d'avance sur Musso et déjà plus de cinquante sur Fangio, en position d'attente. Beaucoup plus loin vient Schell, qui a pris l'avantage sur Gregory, tandis que Bonnier a dû s'arrêter longuement à son stand pour des problèmes de carrosserie.
Les positions vont rester inchangées jusqu'à la mi-course, Moss comptant alors une quinzaine de secondes d'avance sur Musso et plus d'une minute sur Fangio. Mais au début du dixième tour, le réservoir d'huile de la Ferrari de Musso éclate, la voiture répandant une large traînée de lubrifiant sur le circuit avant de s'immobiliser, moteur ne serré. Le danger n'est pas signalé, et lorsque Fangio survient, il se fait surprendre par la piste glissante et effectue un tête-à-queue. La Maserati n'a rien touché, mais une roue est voilée et le pilote argentin doit rejoindre son stand à allure modérer pour la faire remplacer. Lorsqu'il en repart, il n'a pas perdu sa seconde place, mais son retard sur Moss s'élève maintenant à plus de trois minutes. La course est désormais jouée, et Moss adopte un rythme beaucoup moins rapide, tout comme Fangio qui compte suffisamment d'avance sur Schell, désormais troisième, pour assurer tranquillement sa seconde place. Moss va même se permettre un arrêt au stand pour se rafraîchir, tandis que par sécurité ses mécaniciens complètent le niveaux d'huile et d'eau ! La course s'achève sans changement notable, Moss remportant sa seconde victoire de la saison loin devant les trois Maserati de Fangio, Schell et Gregory. Malgré ses problèmes de début de course, Lewis-Evans parvient dans le dernier tour à prendre la cinquième place au détriment de Giorgio Scarlatti, au volant d'une Maserati à bout de souffle.

### Classements intermédiaires
Classements intermédiaires des monoplaces aux premier, deuxième, troisième, sixième, huitième, neuvième et douzième tours.

### Classement de la course
| Pos. | no | Pilote             | Voiture       | Tours | Temps/Abandon                      | Grille | Points |
| ---- | -- | ------------------ | ------------- | ----- | ---------------------------------- | ------ | ------ |
| 1    | 26 | Stirling Moss      | Vanwall       | 18    | 2 h 59 min 22 s 7                  | 2      | 9      |
| 2    | 2  | Juan Manuel Fangio | Maserati      | 18    | 3 h 02 min 36 s 6 (+ 3 min 13 s 9) | 1      | 6      |
| 3    | 6  | Harry Schell       | Maserati      | 18    | 3 h 06 min 09 s 5 (+ 6 min 46 s 8) | 5      | 4      |
| 4    | 14 | Masten Gregory     | Maserati      | 18    | 3 h 07 min 39 s 2 (+ 8 min 16 s 5) | 7      | 3      |
| 5    | 30 | Stuart Lewis-Evans | Vanwall       | 17    | 3 h 07 min 27 s 8 (+ 1 tour)       | 8      | 2      |
| 6    | 8  | Giorgio Scarlatti  | Maserati      | 17    | 3 h 09 min 37 s 2 (+ 1 tour)       | 10     |        |
| 7    | 24 | Jack Brabham       | Cooper-Climax | 16    | 3 h 06 min 40 s 0 (+ 2 tours)      | 16     |        |
| Abd. | 34 | Luigi Musso        | Ferrari       | 9     | Fuite d'huile                      | 3      |        |
| Abd. | 10 | Francisco Godia    | Maserati      | 9     | Moteur                             | 12     |        |
| Abd. | 20 | Bruce Halford      | Maserati      | 9     | Transmission                       | 14     |        |
| Abd. | 16 | Joakim Bonnier     | Maserati      | 7     | Surchauffe                         | 9      |        |
| Abd. | 4  | Jean Behra         | Maserati      | 4     | Fuite d'huile                      | 4      |        |
| Abd. | 22 | Roy Salvadori      | Cooper-Climax | 3     | Accident                           | 15     |        |
| Abd. | 28 | Tony Brooks        | Vanwall       | 1     | Moteur                             | 6      |        |
| Abd. | 18 | Horace Gould       | Maserati      | 0     | Accident                           | 11     |        |
| Abd. | 12 | Luigi Piotti       | Maserati      | 0     | Moteur                             | 13     |        |

Légende:
- Abd.=Abandon

### Pole position et record du tour
- Pole position :  Juan Manuel Fangio (Maserati) en 9 min 44 s 6 (vitesse moyenne : 157,517 km/h). Temps réalisé lors de la séance d'essais du samedi 17 août[7].
- Meilleur tour en course :  Stirling Moss (Vanwall) en 9 min 44 s 6 au neuvième tour (vitesse moyenne : 157,517 km/h).

### Tours en tête
- Luigi Musso : 1 tour (1)
- Stirling Moss : 17 tours (2-18)

## Classement général à l'issue de la course
- attribution des points : 8, 6, 4, 3, 2 respectivement aux cinq premiers de chaque épreuve et 1 point supplémentaire pour le pilote ayant accompli le meilleur tour en course (signalé par un astérisque)
- Le règlement permet aux pilotes de se relayer sur une même voiture, les points éventuellement acquis étant alors partagés. En Argentine, González et Portago marquent un  point chacun pour leur cinquième place, Brooks et Moss marquent chacun quatre points pour leur victoire en Grande-Bretagne.
- Sur neuf épreuves qualificatives initialement prévues pour le championnat du monde 1957, huit seront effectivement courues, le Grand Prix de Belgique, programmé le 2 juin, et le Grand Prix des Pays-Bas, programmé le 16 juin[11], ayant été annulés. À la suite de ces défections, la Commission sportive internationale a intégré le Grand Prix de Pescara (épreuve traditionnellement hors championnat) au calendrier mondial.

| Pos. | Pilote                | Écurie              | Points | ARG | MON | 500 | FRA | GBR | ALL | PES | ITA |
| ---- | --------------------- | ------------------- | ------ | --- | --- | --- | --- | --- | --- | --- | --- |
| 1    | Juan Manuel Fangio    | Maserati            | 40     | 8   | 9*  | -   | 8   | -   | 9*  | 6   |     |
| 2    | Stirling Moss         | Maserati & Vanwall  | 17     | 1*  | -   | -   | -   | 5*  | 2   | 9*  |     |
| 3    | Luigi Musso           | Ferrari             | 16     | -   | -   | -   | 7*  | 6   | 3   | -   |     |
| 4    | Mike Hawthorn         | Ferrari             | 13     | -   | -   | -   | 3   | 4   | 6   | -   |     |
| 5    | Tony Brooks           | Vanwall             | 10     | -   | 6   | -   | -   | 4   | -   | -   |     |
| 6    | Harry Schell          | Maserati            | 9      | 3   | -   | -   | 2   | -   | -   | 4   |     |
| 7    | Sam Hanks             | Epperly             | 8      | -   | -   | 8   | -   | -   | -   | -   |     |
|      | Peter Collins         | Ferrari             | 8      | -   | -   | -   | 4   | -   | 4   | -   |     |
| 9    | Jim Rathmann          | Epperly             | 7      | -   | -   | 7*  | -   | -   | -   | -   |     |
|      | Masten Gregory        | Maserati            | 7      | -   | 4   | -   | -   | -   | -   | 3   |     |
| 11   | Jean Behra            | Maserati            | 6      | 6   | -   | -   | -   | -   | -   | -   |     |
| 12   | Maurice Trintignant   | Ferrari             | 5      | -   | 2   | -   | -   | 3   | -   | -   |     |
|      | Stuart Lewis-Evans    | Connaught & Vanwall | 5      | -   | 3   | -   | -   | -   | -   | 2   |     |
| 14   | Carlos Menditéguy     | Maserati            | 4      | 4   | -   | -   | -   | -   | -   | -   |     |
|      | Jimmy Bryan           | Kuzma               | 4      | -   | -   | 4   | -   | -   | -   | -   |     |
| 16   | Paul Russo            | Kurtis Kraft        | 3      | -   | -   | 3   | -   | -   | -   | -   |     |
| 17   | Andy Linden           | Kurtis Kraft        | 2      | -   | -   | 2   | -   | -   | -   | -   |     |
|      | Roy Salvadori         | Cooper              | 2      | -   | -   | -   | -   | 2   | -   | -   |     |
| 19   | José Froilán González | Ferrari             | 1      | 1   | -   | -   | -   | -   | -   | -   |     |
|      | Alfonso de Portago    | Ferrari             | 1      | 1   | -   | -   | -   | -   | -   | -   |     |

## À noter
- 5e victoire en championnat du monde pour Stirling Moss.
- 2e victoire en championnat du monde pour Vanwall en tant que constructeur.
- 2e victoire en championnat du monde pour Vanwall en tant que motoriste.